# 康樂山
康樂山，位於臺灣台北市內湖區，座落於大湖公園東側，海拔128公尺，為加里山山脈之五指山山脈的支稜上的一個山頭，山頂可向南展望東湖及南港地區，有一顆都市計畫處的四等三角點，編號114號。

## 登山路徑
康樂山為大眾化之郊山，其主要登山步道系統為白鷺鷥山、康樂山、明舉山親山步道，其中康樂山段步道約長1.5公里，其登山口位於成功路五段350巷口，黃石公廟對面，以及安泰街水源頭福德宮旁，另於安泰街139號旁也有登山口。

## 外部連結
- 白鷺鷥山步道 自然步道協會 （页面存档备份，存于）
- 休閒遊憩主題網  白鷺鷥山步道  臺北市政府工務局大地工程處 （页面存档备份，存于）
- 五指山系_白鷺鷥山_康樂山_明舉山親山步道   臺北旅遊網